# Victoria Towers
Les Victoria Towers sont trois gratte-ciel identiques construits à Hong Kong en 2003. Ils s'élèvent à 213 mètres pour 62 étages et abritent des logements.